# 20 de Noviembre, San Francisco Ixhuatán
20 de Noviembre är en ort i Mexiko.   Den ligger i kommunen San Francisco Ixhuatán och delstaten Oaxaca, i den sydöstra delen av landet, 600 km sydost om huvudstaden Mexico City. 20 de Noviembre ligger 11 meter över havet och antalet invånare är 888.
Terrängen runt 20 de Noviembre är mycket platt. Runt 20 de Noviembre är det ganska glesbefolkat, med 24 invånare per kvadratkilometer. Närmaste större samhälle är San Francisco Ixhuatan, 6,8 km norr om 20 de Noviembre. Omgivningarna runt 20 de Noviembre är en mosaik av jordbruksmark och naturlig växtlighet.